# متسلسلة متناسقة (رياضيات)
في الرياضيات، المتسلسلة المتناسقة (بالإنجليزية: Harmonic series)‏ هي المتسلسلة غير المنتهية المتباعدة التالية:
{\displaystyle \sum _{n=1}^{\infty }\,{\frac {1}{n}}\;\;=\;\;1\,+\,{\frac {1}{2}}\,+\,{\frac {1}{3}}\,+\,{\frac {1}{4}}\,+\,{\frac {1}{5}}\,+\,\cdots .\!}.

## التاريخ
أثبت نيكول أورسمه في القرن الرابع عشر تباعد هذه المتسلسلة، ولكن لم يؤخذ هذا الإثبات بالحسبان. ثم توالت الإثباتات في القرن السابع عشر بواسطة بييترو منغولي ويوهان بيرنولي وياكوب بيرنولي.
حصلت المستسلسة تاريخياً على اهتمام وشعبية في وسط المعماريين. وعلى وجه التحديد في عصر الباروك فقد استخدم المعماريون المتسلسة في نسب تقسيم الارضيات من المرتفعات وإلى إقامة علاقات توافقية بين كل من التفاصيل الداخلية والخارجية المعمارية للكنائس والقصور.

## الابتعاد
توجد العديد من البراهين على تباعد المتسلسلة المتناسقة. فيما يلي برهانان اثنان.

### طريقة المقارنة
{\displaystyle {\begin{aligned}&1\;\;+\;\;{\frac {1}{2}}\;\;+\;\;{\frac {1}{3}}\,+\,{\frac {1}{4}}\;\;+\;\;{\frac {1}{5}}\,+\,{\frac {1}{6}}\,+\,{\frac {1}{7}}\,+\,{\frac {1}{8}}\;\;+\;\;{\frac {1}{9}}\,+\,\cdots \\[12pt]>\;\;\;&1\;\;+\;\;{\frac {1}{2}}\;\;+\;\;{\frac {1}{4}}\,+\,{\frac {1}{4}}\;\;+\;\;{\frac {1}{8}}\,+\,{\frac {1}{8}}\,+\,{\frac {1}{8}}\,+\,{\frac {1}{8}}\;\;+\;\;{\frac {1}{16}}\,+\,\cdots .\end{aligned}}}
{\displaystyle {\begin{aligned}&1+\left({\frac {1}{2}}\right)+\left({\frac {1}{4}}+{\frac {1}{4}}\right)+\left({\frac {1}{8}}+{\frac {1}{8}}+{\frac {1}{8}}+{\frac {1}{8}}\right)+\left({\frac {1}{16}}+\cdots +{\frac {1}{16}}\right)+\cdots \\[12pt]=\;\;&1\;\;+\;\;{\frac {1}{2}}\;\;+\;\;{\frac {1}{2}}\;\;+\;\;{\frac {1}{2}}\;\;+\;\;{\frac {1}{2}}\;\;+\;\;\cdots \;\;=\;\;\infty .\end{aligned}}}
{\displaystyle \sum _{n=1}^{2^{k}}\,{\frac {1}{n}}\;\geq \;1+{\frac {k}{2}}}
هذا هو البرهان الأصيل الذي جاء به نيكول أورسمه قرابة عام 1530. اختبار التكثف لكوشي هو تعميم لهذه الحجة.

### طريقة التكامل

مساحة المستطيلات الصفراء المبينة في الشكل تقابل قيم حدود المتسلسة المتناسقة. الهَذْلُول يمر من الرؤوس العليا اليسرى لهذه المستطيلات

بالإمكان البرهان على تباعد المتسلسة المتناسقة بمقارنة مجموعها بتكامل معتل محدد.

## متسلسلات ذات صلة

### المتسلسلة المتناسقة المتناوبة
{\displaystyle \sum _{n=1}^{\infty }{\frac {(-1)^{n+1}}{n}}=1-{\frac {1}{2}}+{\frac {1}{3}}-{\frac {1}{4}}+{\frac {1}{5}}-\cdots }
تُعرف هذه المتسلسة باسم المتسلسلة المتناسقة المتناوبة. وهي متقاربة إلى اللوغاريتم الطبيعي لاثنين
{\displaystyle 1-{\frac {1}{2}}+{\frac {1}{3}}-{\frac {1}{4}}+{\frac {1}{5}}-\cdots =\ln 2.}

### دالة زيتا لريمان
تُعرف دالة زيتا لريمان حين يتوفر {\displaystyle x>1} حيث {\displaystyle x} عدد حقيقي، بالمتسلسلة المتقاربة التالية
{\displaystyle \zeta (x)=\sum _{n=1}^{\infty }{\frac {1}{n^{x}}}={\frac {1}{1^{x}}}+{\frac {1}{2^{x}}}+{\frac {1}{3^{x}}}+\cdots }
حين يتوفر {\displaystyle x=1} تصير هذه الدالة مساوية للمتسلسة المتناسقة.

### المتسلسلة المتناسقة المعممة
{\displaystyle \sum _{n=0}^{\infty }{\frac {1}{an+b}},}

### المتسلسلة المتناسقة العشوائية
{\displaystyle \sum _{n=1}^{\infty }{\frac {s_{n}}{n}},}
حيث sn هن متغيرات عشوائية مستقلة عن بعضها البعض موزعة بشكل منتظم.
انظر إلى أندريه كولموغوروف وأعماله.